# Opika von Méray Horváth
Opika von Méray Horváth, v Maďarsku známá jako Méray-Horváth Zsófia (30. prosince 1889 Arad, Rakousko-Uhersko – 25. dubna 1977 Budapešť) byla maďarská krasobruslařka, mistryně světa z let 1912 (Davos), 1913 (Stockholm) a 1914 (Svatý Mořic).
Opika Von Méray Horváth se narodila v Banátu v intelektuálské rodině. Byla členem krasobuslařského spolku Budapesti Korcsolyázó Egylet. Po Lily Kronbergerové byla druhou maďarskou krasobruslařskou světové úrovně.
Na Mistrovství světa v roce 1911 ve Vídni byla za Kronbergerovou druhá. Poté získala Méray Horváth tři tituly mistryně světa v řadě. V roce 1912 zvítězila v Davosu před britskou závodnicí Dorothy Greenhough-Smith, o rok později ve Stockholmu před Britkou Phyllis Johnson a ve Svatém Mořici v roce 1914 před rakouskou krasobruslařskou Angelou Hanka. Její kariéru však ukončila první světová válka. Později pracovala jako učitelka jazyků.

## Úspěchy
| Soutěž / Rok      | 1911 | 1912 | 1913 | 1914 |
| ----------------- | ---- | ---- | ---- | ---- |
| Mistrovství světa | 2.   | 1.   | 1.   | 1.   |